# Ташкентска област
Ташкентска област (узб. Toshkent viloyati, Тошкент вилояти) једна је од 12 области Узбекистана. Подељена је на 13 округа, а главни град области је Нурафшон.